# Візантійська наука
Наукова думка за часів Візантійської імперії відіграла важливу роль у збереженні знань, набутих у період класичної античності, і передачі їх арабському світу та Західній Європі наприкінці Середньовіччя і на початку італійського Відродження. Її багата історіографічна традиція зберегла давні знання, на яких були побудовані чудові твори мистецтва, архітектури, літератури та технологічні досягнення. Ромеї стояли за кількома власними значними технологічними досягненнями.

## Класичні та богословські науки
Візантійська наука була за своєю суттю класичною наукою, тому візантійська наука в усі періоди була тісно пов'язана з античною язичницькою філософією та метафізикою. Незважаючи на певну опозицію до язичницького навчання, багато з найвидатніших класичних вчених займали високі посади в Церкві. Писання античності ніколи не переставали вивчатися у Візантійській імперії завдяки поштовху, наданому класичним дослідженням Афінською академією в IV і V століттях, активності Александрійської філософської академії та Константинопольського університету, який займався виключно світськими предметами, за винятком богослов'я, яке викладалося в Патріаршій академії. Монастирські школи зосереджувалися на Біблії, богослов'ї та літургіці. Тому монастирські скрипторії витрачали більшість своїх зусиль на переписування церковних манускриптів, тоді як давню язичницьку літературу переписували, узагальнювали, витягували та коментували миряни або духовенство, такі як Фотій, Арефа Кесарійський, Євстафій Солунський та Віссаріон Нікейський.
Англійський історик Джон Норвіч стверджує, що «багато з того, що ми знаємо про античність — особливо про еллінську та римську літературу і римське право — було б втрачено назавжди, якби не вчені та книжники Константинополя».

## Архітектура
Вітрильна архітектура, специфічна сферична форма у верхніх кутах для підтримки купола, є саме візантійським винаходом. Хоча перші випробовування були проведені в 200-х роках, саме в VI столітті у Візантії її потенціал був повністю реалізований.

## Математика
Візантійські вчені зберегли і розвивали спадщину великих давньогрецьких математиків і застосовували математику на практиці. У ранній Візантії архітектори і математики Ісидор Мілетський і Анфемій Траллський розробили математичні формули для будівництва великого храму Святої Софії, який став технологічним проривом для свого часу і на багато століть потому завдяки своїй вражаючій геометрії, дизайну і висоті.

## Фізика
Іоанн Філопон, також відомий як Іоанн Граматик, був александрійським філологом, коментатором Аристотеля і християнським богословом, автором філософських трактатів і богословських праць. Він був першим, хто розкритикував Аристотеля і виступив проти його теорії вільного падіння. Його критика аристотелівської фізики надихнула Галілео Галілея багато століть потому; Галілео багато цитував Філопона у своїх працях і слідував йому у спростуванні аристотелівської фізики.
Теорія імпетуса була винайдена у Візантійській імперії. Наплавний млин — це винахід візантійців, який був сконструйований для того, щоб молоти зерно, використовуючи енергію потоку води. Згодом ця технологія поширилася на решту Європи і використовувалася до XIX століття. Візантійці знали і використовували поняття гідравліки: у X столітті дипломат Ліутпранд Кремонський, відвідавши візантійського імператора, розповів, що бачив імператора, який сидів на гідравлічному троні, і що він був «зроблений таким хитрим чином, що в одну мить він опускався на землю, а в іншу піднімався вище, і здавалося, що він знаходиться в повітрі».
Папір, який мусульмани отримали з Китаю у VIII столітті, використовувався у Візантійській імперії до IX століття. Існували дуже великі приватні бібліотеки, а монастирі володіли величезними бібліотеками з сотнями книг, які позичалися людям у кожному монастирському регіоні. Таким чином були збережені твори класичної античності.

## Астрономія
Еммануель А. Пашос каже: «Візантійська (римська) стаття XIII століття містить передові астрономічні ідеї та докоперніканські діаграми. Моделі є геоцентричними, але містять вдосконалення траєкторій Місяця і Меркурія». Одним з відомих астрономів був Никифор Григора, який працював у XIV столітті.

## Медицина

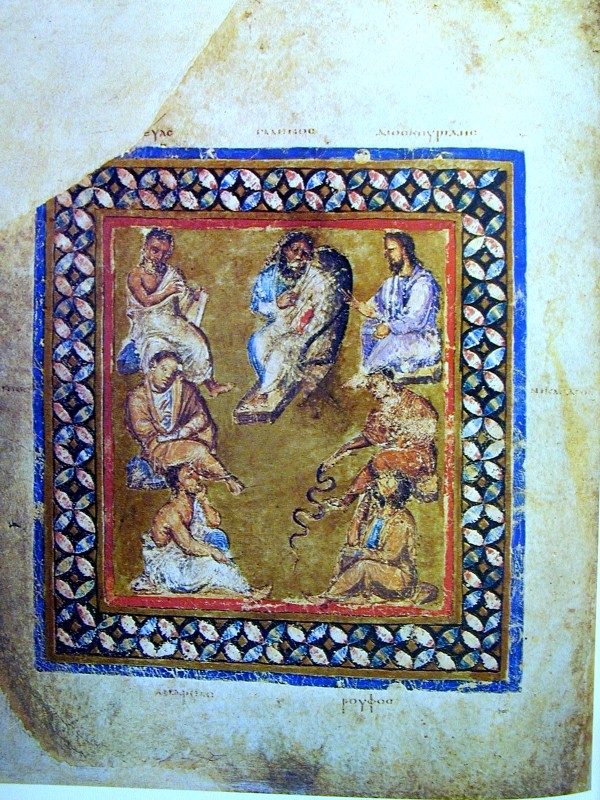
На фронтисписі Віденського Діоскурида зображено набір із семи відомих лікарів. Найвидатніший чоловік на картині — Гален, який сидить на розкладному стільці.

Медицина була однією з наук, в якій ромеї удосконалили греко-римських попередників, починаючи з Клавдія Галена. Як наслідок, візантійська медицина мала вплив на ісламську медицину, а також на медицину епохи Відродження. Концепція лікарні з'явилася у Візантійській імперії як закладу, що надавав медичну допомогу та можливість лікувати пацієнтів на основі ідеалів християнської милосердя.
Хоча концепція уроскопії була відома Галену, він не бачив важливості її використання для діагностики захворювань. Візантійські лікарі, такі як Феофіл Протоспафарій, усвідомили діагностичний потенціал уроскопії в часи, коли ще не існувало мікроскопів і стетоскопів. Згодом ця практика поширилася на решту Європи. Ілюстрований манускрипт «Віденський Діоскурид» (VI століття) та праці візантійських лікарів, таких як Павло Егінський (VII століття) і Миколай Мірепсос (кінець XIII століття), продовжували використовуватися європейцями як авторитетні тексти аж до епохи Відродження.
Перший відомий приклад розділення сіамських близнюків стався у Візантійській імперії в X столітті, коли пара близнюків з Вірменії приїхала до Константинополя. Через кілька років один з них помер, і константинопольські хірурги вирішили розділити тіло померлого. Результат був частково успішним, оскільки близнюк, який залишився живим, прожив три дні до смерті — результат настільки вражаючий, що про нього згадували історики через півтора століття. Наступний випадок розділення зрощених близнюків стався лише у 1689 році в Німеччині.

## Озброєння

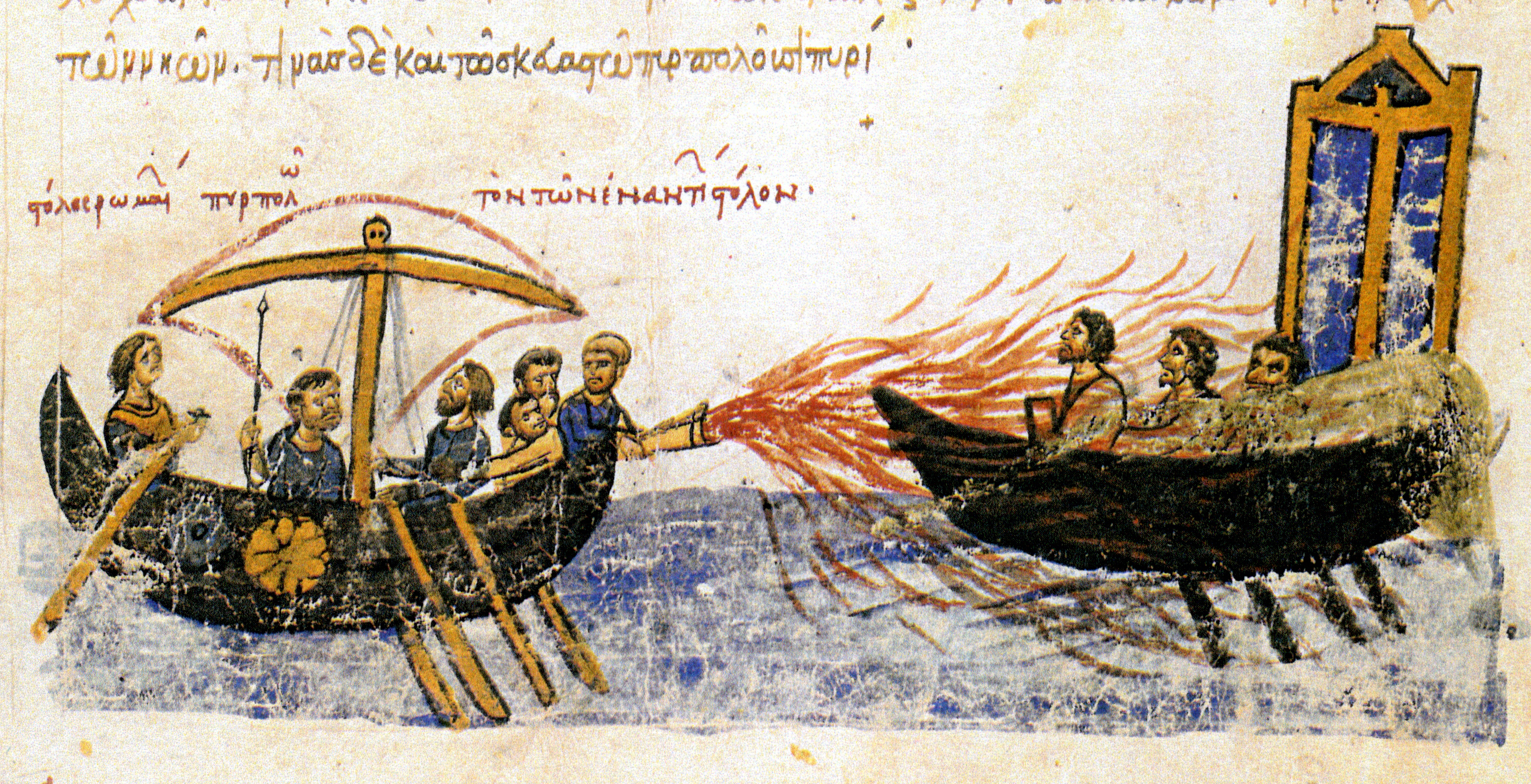
Візантійський корабель використовує грецький вогонь проти корабля повстанців Фоми Слов'янина, 821 рік. Ілюстрація XII століття з «Мадридських Скіліц».

Грецький вогонь був запалювальною зброєю, яку використовували у Візантійській імперії. Візантійці зазвичай використовували його у морських битвах з великим ефектом, оскільки він міг продовжувати горіти навіть на воді. Це давало технологічну перевагу і було причиною багатьох ключових військових перемог Візантії, зокрема, порятунку Константинополя від двох арабських облог, що забезпечило виживання імперії. Однак, власне грецький вогонь був винайдений близько 672 року і приписується літописцем Феофаном Каллінікосу, архітектору з Геліополя, колишньої провінції Фінікії.
Запалювальна граната вперше з'явилася у Візантійській імперії, де виготовлялися і використовувалися на полях битв примітивні запалювальна гранати з керамічних глечиків зі склом або цвяхами. Перші приклади ручних вогнеметів з'явилися у Візантійській імперії в X столітті, де піхотні підрозділи були оснащені ручними насосами і поворотними трубками, що використовувалися для спрямування полум'я. Требушет з противагою був винайдений у Візантійській імперії за часів правління Олексія I Комніна (1081—1118) під час Комнінського відродження, коли візантійці використовували цю нову розробку для облоги і знищення цитаделей і укріплень. Ця облогова артилерія стала піком розвитку облогової зброї до використання гармат. Від ромеїв з часом навчилися і взяли на озброєння цей тип артилерії армії Європи та Азії.

## Візантійська та ісламська наука
У Середньовіччі між візантійською та ісламською наукою часто відбувався обмін працями. Візантійська імперія спочатку надавала середньовічному ісламському світові давньогрецькі та ранньосередньовічні тексти з астрономії, математики та філософії для перекладу арабською мовою, оскільки Візантія була провідним центром наукової думки в регіоні на початку Середньовіччя. Пізніше, коли халіфат та інші середньовічні ісламські культури стали провідними центрами наукових знань, візантійські вчені перекладали середньогрецькою мовою книги з ісламської астрономії, математики та науки, включаючи, наприклад, праці Абу Машара аль-Балхі, Ібн Юнуса, Аль-Хазіні (візантійського грека за походженням, але вихованого в перській культурі), Аль-Хорезмі та Насира ад Дін ат-Тусі та ін.
Візантійська наука відіграла важливу роль у передачі давньогрецьких знань до Західної Європи та ісламського світу, а також у передачі арабських знань до Західної Європи. Візантійські вчені також познайомилися з сасанідською та індійською астрономією через цитати в деяких арабських творах.

## Гуманізм і Відродження
У XII столітті візантійці створили свою модель раннього ренесансного гуманізму як відродження інтересу до класичних авторів. Своє найбільш характерне вираження візантійський гуманізм знайшов у Євстахія Солунського. Протягом XIII—XIV століть, періоду інтенсивної творчої діяльності, візантійський гуманізм наблизився до свого піку і виявив разючу подібність до тогочасного італійського гуманізму. Візантійський гуманізм вірив у життєздатність класичної цивілізації та її наук, а його прихильники займалися природничими науками.
Незважаючи на політичний та військовий занепад останніх двох століть, в імперії спостерігався розквіт науки та літератури, який часто називають «палеологівським» або «останнім візантійським ренесансом». Деякі з найвидатніших представників цієї епохи Максим Плануд, Мануїл Мосхопул, Димитрій Трикліній та Фома Магістр. Академія в Трапезунді, що перебувала під сильним впливом перських наук, стала відомим центром вивчення астрономії, математики та медицини і привернула увагу майже всіх учених. В останньому столітті існування імперії візантійські граматики були головними авторами давньогрецьких граматичних і літературних досліджень в Італії епохи раннього Відродження, і серед них Мануїл Хрисолор, який брав участь в укладенні так і не досягнутої уніії Церков.

## Див також
- Список візантійських винаходів
- Грецькі вчені епохи Відродження
- Список візантологів
- Наука в середні віки